# ریهو ایدا
ریهو ایدا (انگلیسی: Riho Iida؛ زادهٔ ۲۶ اکتبر ۱۹۹۱) یک مانکن (فرد)، و هنرپیشه اهل ژاپن است. وی از سال ۲۰۰۲ میلادی تاکنون مشغول فعالیت بوده‌است.وی در حال حاضر 26 سال دارد. وی با love live در سال 2013 و ultraman orb شناخته میشود ؛همچنین وی چپ دست است . کنیه اش ریپی است